# Rotacharopa densilamellata
Rotacharopa densilamellata är en snäckart som beskrevs av Stanisic 1990. Rotacharopa densilamellata ingår i släktet Rotacharopa och familjen Charopidae. Inga underarter finns listade i Catalogue of Life.